# Ntambanana
Ntambanana (officieel Ntambanana Local Municipality) is een gemeente in het Zuid-Afrikaanse district uThungulu.
Ntambanana ligt in de provincie KwaZoeloe-Natal en telt 74.336 inwoners.

## Hoofdplaatsen
Het nationaal instituut voor de statistiek, Stats SA, deelt sinds de census 2011 deze gemeente in in 57 zogenaamde hoofdplaatsen (main place):
Bhiliya • Bhukhanana • Dlebe • Dlomodlomo • Emaphikaqala • Emasangweni • Emfeceni • Empangeni • Enkwenkwe A • Enkwenkwe B • Esichothweni • Esidakeni • Esithombeni • Fuyeni A • Fuyeni B • Gobihlahla • Indodwane • Kumhlosheni • Kwabhadaza • KwaGama • Kwahlaza • KwaMawanda • Lumbi • Luwamba • Mabhensa • Mabukata • Magwetshana • Makholwase • Makhwela • Malungwini • Mandlanzini • MaQedipuleti • Mashwila • Mhlana • Mkhandwini • Mopukanqola • Mquzankunzi • Ndondondwana • Ningizimu • Njomelwano • Nomponjwana • NQutshini • Ntabane • Ntabayenkosi • Ntambanana NU • Obizo • Obuka A • Obuka B • Obuka C • Ongelweni • OQhabiyeni • Qomintaba • Sangoyana • Sangweyana • Sihuzu • Stezi • Wambaza.